# Prima volta
Prima volta (zkr. též 1a volta, ital., poprvé) označuje v hudební notaci krátkou část před znaménkem opakování. Takto označená část bude po opakování vynechána a nahrazena pasáží označenou jako seconda volta (podruhé).
Ve starší (menzurální) notaci se pro první a druhou část používaly francouzské výrazy ouvert (fr., [uvér], otevřeno, 1ma volta, ) a clos ([klo], zavřeno, 2a volta).
Repetice, čili opakování části skladby, může, ale nemusí mít dvě či více zakončení. Tato se pak značí italskými termíny prima, seconda, tertia volta (česky poprvé, podruhé...). Pokud hudební materiál v secondě voltě není logicky součástí předchozí repetice, používá se tzv. otevřená seconda volta (bez vyznačení konce). V tomto příkladu je seconda volta hudební součástí repetice, takže je použita uzavřená seconda volta, která má vyznačený konec na dvojité taktové čáře.